# Śwetambarowie
Śwetambarowie (sanskr. श्वेतांबर - odziani w biel) – jedna z dwóch głównych, obok digambarów, grup w łonie dźinizmu. Podział ten zaistniał prawdopodobnie już w czasach Mahawiry, gdyż śwetambarowie nie przyjęli wszystkich jego reform. Rozłam nasilił się w II wieku n.e., jednak jeszcze do XI wieku istniały wspólne świątynie obu odłamów. Nazwa grupy pochodzi od tego, iż w dawnych wiekach mnisi śwetambarów nosili białe jednoczęściowe szaty, w odróżnieniu od mnichów digambarów, którzy nie ubierali się wcale. Kobiety mogą zostawać mniszkami, co jest zupełnie niespotykane u digambarów. Twierdzą iż posiadają część kanonu dźinijskiego, który według ich adwersarzy zaginął.
Z biegiem czasu wyróżniły się aż 84 szkoły. 
Współcześnie większość dźinistów to śwetambarowie.
Przedstawiciele szkoły i ich dzieła:
- Sthulabhadra (I-II w n.e.),
- Hemaczandra (Hemaczarija) (ur. 1089, zm. 1172 r. n.e.),

"Trisastisalakapurushacarita" ("Życie 63 wspaniałych ludzi"),
"Yogasastra" ("Adhyatma-upanisad") - poemat o etyce,
"Pramanamimamsa" - traktat filozoficzny.